# Пожар Ту-154 в Толмачёво
Пожа́р Ту-154 в Толмачёво — авиационное происшествие (пожар), произошедшее в субботу 18 февраля 1978 года с самолётом Ту-154А компании Аэрофлот в аэропорту Толмачёво, Новосибирск. Сгоревший самолёт, а точнее его хвостовая часть, в дальнейшем была использована при съёмках известного советского фильма-катастрофы «Экипаж» режиссёра Александра Митты в 1979 году.

## Самолёт
Ту-154А с бортовым номером СССР-85087 (заводской — 74A-087, серийный — 0087) был выпущен Куйбышевским авиазаводом приблизительно в феврале 1974 года и затем передан Министерству гражданской авиации, которое, в свою очередь, к 25 декабря передало авиалайнер в Толмачёвский авиаотряд Западно-Сибирского управления гражданской авиации.

## Пожар
Самолёт готовили к очередному рейсу, когда техник Черепанов В. В. начал прогревать пассажирский салон в связи с морозной погодой. Для обогрева использовался подогреватель УМП-350 (на автомобильном шасси), включив который, Черепанов ушёл. Между тем, перед впускным отверстием калорифера была забыта ветошь. Потоком воздуха ветошь втянуло внутрь  калорифера, где она воспламенилась, после чего была выброшена в салон. Огонь с ветоши перекинулся на отделку салона и начал распространяться по самолёту. Когда пожар был, наконец, замечен, меры по его ликвидации оказались уже безрезультатными.
В результате пожара у самолёта выгорела верхняя часть фюзеляжа, и он был признан негодным для полётов. В ходе расследования выявились различные нарушения в работе аэродромных служб аэропорта Толмачёво, в том числе тот факт, что использовавшийся подогреватель был неисправен, а случаи возгораний на самолётах бывали и ранее. Приказом № 48 Министерства гражданской авиации (от 30 марта 1978 года) начальник АТБ Лапоха С. Н. был освобождён от занимаемой должности, а заместитель начальника управления по эксплуатации авиационной техники Рожко Г. В. и начальник Западно-Сибирского УГА Сарафанкин Г. А. получили выговоры. Техник Черепанов В. В., ставший непосредственным виновником происшествия, был осуждён на три года лишения свободы. Сам сгоревший борт СССР-85087 отставили под списание, а на авиапредприятие наложили штраф в размере остаточной стоимости самолёта — 3 миллиона рублей.

## Фильм «Экипаж»
Самолёт мог быть просто утилизирован, если бы не случай. В то время режиссёр Александр Митта задумал снять советский фильм-катастрофу «Запас прочности» (в процессе съёмок был переименован в «Экипаж»), где значительная часть событий разворачивается на самолёте Ту-154, причём в конце самолёт должен был разрушиться. Для съёмок требовался списанный, но относительно уцелевший авиалайнер, и тут как раз и вспомнили о случае в Толмачёве. У сгоревшего самолёта уцелела только хвостовая часть, но для создателей фильма это было большой удачей, поэтому в течение трёх недель хвостовую часть доставили железнодорожным транспортом в Москву. Так как для съёмок использовался и Ту-154Б борт СССР-85131 (был отстранён от пассажирской эксплуатации в связи с розливом ртути в одном из рейсов), то на хвосте от 85087 номер также был изменён на 85131, что заметно в ряде сцен. Хвост от 85087 в дальнейшем был использован для съёмок крупным планом, в том числе сцен по устранению неисправностей в воздухе, а также в финальной сцене, когда пожарные тушат загоревшийся хвост. По окончании съёмок хвост от 85087 был утилизирован.